# Balsa malana
Balsa malana es una especie de polilla nocturna de la familia Noctuidae. El número de MONA (Moths of North America) o Hodges para Balsa malana es 9662. Se la encuentra en el este de Estados Unidos.

Los adultos vuelan de mayo a agosto. Las larvas son activas de junio a julio. Hay dos generaciones por año.
Hábitat: huertas, parques, jardines y bosques.